# Port Hueneme
Port Hueneme – miasto w Stanach Zjednoczonych, w stanie Kalifornia, w hrabstwie Ventura.